# Festuca brevissima
Festuca brevissima är en gräsart som beskrevs av Boris Alexandrovich Jurtzev. Festuca brevissima ingår i släktet svinglar, och familjen gräs. Inga underarter finns listade i Catalogue of Life.